# The Man from Outside
The Man from Outside è un cortometraggio muto del 1913 diretto da Oscar Apfel.
È il terzo film interpretato da Ralph Lewis, un attore caratterista che, nella sua carriera, girò 170 film. Iniziò per la Reliance, recitando a fianco di Irving Cummings, futuro regista che dirigerà negli anni trenta la piccola Shirley Temple.

## Produzione
Il film venne prodotto dalla Reliance Film Company

## Distribuzione
Distribuito dalla Mutual, il film - un cortometraggio in tre bobine - uscì nelle sale cinematografiche statunitensi il 5 marzo 1913.